# Gösta Taube
Gösta Helmer Taube, född 9 oktober 1903 på Vinga, död 9 augusti 1997 i Göteborg, var en svensk sångare och bror till Evert Taube (1890–1976). Taube utbildade sig till sjökapten och arbetade som lots i 33 år. Först under 1980-talet debuterade han som artist och framträdde på scen samt i radio och tv, varpå han spelade in två album med tolkningar av sin äldre bror Everts visor. Gösta Taube är begravd på Västra kyrkogården i Göteborg.

## Diskografi
- Gösta Taube sjunger broder Everts visor (1991)
- Seglats i Evert Taubes kölvatten (1992)